# Rosslare Europort (stacja kolejowa)
Rosslare Europort (ang: Rosslare Europort railway station, irl:  Stáisiún Chalafort Ros Láir) – stacja kolejowa w miejscowości Rosslare Harbour, w hrabstwie Wexford, w Irlandii. Znajduje się na Dublin to Rosslare Line. 
Stacja jest zarządzana i obsługiwana przez Iarnród Éireann.

## Linie kolejowe
- Dublin to Rosslare Line